# 梶原雄太
梶原 雄太（かじわら ゆうた、1980年〈昭和55年〉8月7日 - ）は、日本のお笑いタレント、YouTuber、声優。お笑いコンビ・キングコングのボケ担当。相方は西野亮廣。吉本興業所属。
大阪府大阪市都島区出身、太成高等学校電子機械科（現：太成学院大学高等学校）卒業。5児の父。三男の末っ子。
2018年10月から「カジサック」の芸名でYouTubeチャンネル『カジサックの部屋』を開設する。由来は自身が出演していたテレビ番組『はねるのトびら』（フジテレビ系列）の本人曰く非常にスベったコントで演じたキャラクター名から。

## 来歴

### 生い立ち
1980年8月7日、大阪府岸和田市で母親が31歳の時に帝王切開で誕生。梶原が産まれる前、母が妊娠したが、父は「家計的にも辛いから下そう」という考えだった。母は「全部働いて、なんとかするからどうしても産ませてください」と告げるも父は納得せず、母は「だったら別れよう」と言い、父は納得したため梶原が誕生した。梶原は「オカンがその意志を貫いてくれたから、オレが産まれてんねん」と述べている。
小学1年生の時に、梶原が誕生日の日にファミリーレストランでご飯を食べに行き、誕生日プレゼントを買ってから帰宅した時に、襖が破れていたり、父親が部屋の中央で倒れていた。その後、両親が離婚。その後親権を決めるために、父親か母親かどっちに行くかという話し合いをした。後々聞いた話では母親の考えでは3人全員育てるという考えだったが、父親は雄太だけは渡さないという考えだった。そこで父親が「本人の気持ちを聞かないと分からない」という提案を出し、子供1人ずつ父親か母親かどっちに行くかという話になる。父親は雄太に気に入られていると思っていたらしいが、梶原は迷わずオカンと答え、結果的に母親が3人を育てる。
当時は大阪府岸和田市に住んでいたが、両親の離婚により大阪市都島区に引っ越す。転校をした時に、自己紹介の後、お辞儀をして顔を上げると同時に変顔をした。周りは大爆笑になった。その日から他のクラスからも「変顔して」などと注目されたが、やっかみもあったという。
小学4年生の時に少年野球に入るも、小学5年生の時にサッカーの顧問の先生に誘われ、野球を辞め、サッカーを始める。当時5年生でレギュラーを取り、6年生で大阪代表に選ばれる。この時にJリーグが発足され、夢がJリーガーになるが、小さな引き出しにお笑いしたいという気持ちもあった。
中学に上がるとサッカー部がなかった。大阪市で1位になるほど強いサッカーチームに入るも、中学2年生の時にはお笑いをしたいという気持ちが高まった。
中学3年生の時に「母親にお笑い芸人になろうと思うねん」と告げるが、母親は「嫌やな。お尻出すやろ。芸人さんはお尻出すイメージがあるねん。雄太が奇跡的にテレビに出られたとしても、お尻を出すことは嫌やな」と断られる。しかし「お尻出さん」と約束すると、母親は「じゃあいいよ」とあっさり了承を得たものの、芸人の世界は甘くないと話す。そこで梶原は高校を卒業して5年間で結果出すから、結果が出なかったらやめると決意。余談だが、はねるのトびらの深夜時代に放送されていた今日のわんこで尻を出した。後にYouTubeのサブチャンネルで投稿されているカジサックの屋根裏部屋で謝罪している。
NSC在学中に素人名人会から声が掛かり漫才をした。当時NINNIN丸というコンビ名で吉田という人と活動していた。コンビ名で出るのは変だったため吉田・梶原で出演した。ちなみに出演約30分前に西野に電話した後西野が駆け付け、扉が開いたときにNINNIN丸の漫才が始まっていたと述べている。その後素人名人会の賞を取っている。

### 芸人デビュー
NINNIN丸を解散する前、吉田が西野とコンビを組んでくれとダメ元で言うも断られる。梶原曰く吉田は「カジは西野とコンビを組むと思ったから、先に俺が動きたくてちょっと下品な真似をしてしまった」と述べ謝罪し、その後「お前ら2人やったら絶対売れるから」と2人の活動を応援し、解散。現在吉田は警察官をしているとのこと。
1999年9月、キングコングを結成。
2001年に『はねるのトびら』のレギュラーに選ばれる。番組内ではボケ役を担当し、相方の西野とともにリーダーシップを取ることが多かった。

### 失踪からの復帰
2003年2月、ストレスによる心身症を発症したことで失踪、一時消息不明になった。当時、新幹線の車内で新横浜を過ぎてから体の震えが止まらなくなっており、ゆりかもめに乗ることも怖くなっていたほか、木村祐一が監修する番組でそれ用のネタが思い付かず、出番直前にトイレに隠れたりもしていたという。心身症を発症してからの3日間の記憶は全くなく、現在でも記憶がないという。後々聞いた話では兵庫県宝塚市のカラオケボックスにいたという。親には連絡しないといけないと思い、携帯電話の電源をオンにした瞬間に、FUJIWARAの藤本から着信があり「戻って来いとは言わん。とにかく休みや。自分で抱えるな。病院へ行きなさい」と病院へ行くことと休むことを勧められ、病院に行ったところ心身症と診断された（症状は対人恐怖症、記憶喪失、自虐症）。失踪してから1か月、梶原は中型免許を取ることと、プロボウラーになることを決意。中型免許を取るために教習所に通い始めたときに、元ババリア三浪と鉢合わせる。しかし、三浪は「お前免許取りたいのか？じゃあ取ったらいいじゃないか。俺は誰にも言わないから好きなことしなさい。俺が付き合ったるから」と言われ、そこから三浪と週3・週4で会っていた。プロボウラーになろうとした理由は、教習所の先生がボウリング好きで、三浪と先生に褒められたのがきっかけ。当時最高スコアが286という高スコアを叩き出し、10回連続ストライクも叩き出した。失踪から2か月後、母から「西野君が待ってくれてるで。あんたはいつまでそうしてるん？」との電話があった。梶原は西野が待っていた事実に驚愕するも「今から謝りに行っても良いですか？」とメールを送り、西野は「いいよ」と承諾した。しかし、梶原が西野の家に謝罪に行った際、西野は上半身裸でキャップを横被りし、ジーンズをはいて、ギターを弾いていたため、梶原は新しい拷問が始まるのかと思っていた。だが梶原が陳謝した際西野はギターを弾き「ええで」とあっさり快諾した。しかし、西野はバイクの免許を取ったことと、ボウリングで凄いスコアを取っていることを知っていて、実は三浪は全て話していた。しかし三浪は、梶原が消息不明の中生きていることを知らせていたため、西野はそれを聞いて安心したと述べている。そして、梶原は5月、無事に芸能界復帰を果たした。西野は当時のマネージャーと話し合い「待っても戻ってこないかもしれないが、待たずに1人で活動したら確実に戻ってこない。1人で活動して、それが梶原の目に入ったら、もう居場所はないんだなとなるからとりあえず2・3年待とう」ということになった。
2003年3月、一般人女性と入籍、同年4月に挙式。
2004年4月、離婚。
2006年3月下旬、蜂窩織炎、血管浮腫（世界的に症例が少なく、梶原が日本人で38人目）で入院。
2007年、SEDAなどの読者モデルだった園田未来子と再婚。
2007年、6年ぶりにM-1グランプリの決勝進出（結果は決勝3位）した際、過度のプレッシャーから円形脱毛症になり、後頭部に脱毛ができたことがあった。
2007年10月、長男・冬詩（とうじ）、誕生。
2009年7月、長女・梶原叶渚、誕生。
2012年9月、次男・寅次郎（こじろう）、誕生。
2016年5月、次女・千鈴（せんり）、誕生。

### YouTuberデビュー
はねるのトびら終了後、梶原は西野の邪魔をしたくないという思いが強くなってしまい「なんでこいつ（西野）のために時間費やしてんねやろ」という気持ちがMAXに来た時に、芸人を引退しようと思っていた。自分の仕事が楽しいと思えていなかったため、まず妻に芸人をやめようと伝える。しかし妻から「私はあなたが決めた道についていくよ。でも1個だけ言わせて。私はもったいないと思うよ」という言葉が刺さり、芸人をやめることは思い留まりもう少し続けてみようと思い、ここで上沼恵美子の冠番組、快傑えみちゃんねるのレギュラーが決まる。そこで上沼から「梶原さん、あなたはスターにならないといけないよ」との言葉で新しいことを探すも、苦しい日が続く。しかし、2017年のRED BULL BOX CART RACE 2017で、人気YouTuberのフィッシャーズと水溜りボンドが出演したイベントに、インパルス板倉と一緒に中継として共演した。この時に梶原は、フィッシャーズや水溜りボンドを見て「ちょっと待てよ。今こんな風になってんの。おもろそう！」という気持ちになり、このイベントを終えて帰宅してから、すぐにフィッシャーズと水溜りボンドの動画を観て、本格的にYouTubeに興味を持った。実は、梶原はこのイベントで2人でやると聞いたときに板倉ではなかったら、100％断っていた。そこから、1年の研究・準備・会議などを得て、2019年末にチャンネル登録者数100万人に行かなければ芸人を引退するという大きな目標を掲げ、2018年10月1日に「カジサック」としてYouTube活動を開始したが、当初の最初の動画は批判的な意見が多々あった。
2019年4月5日、YouTuber・カジサックとしては初のテレビの冠番組「カジサックのじゃないと!」が熊本県民テレビで放送開始。
2019年7月11日、YouTubeでのチャンネル登録者数100万人突破を達成し、芸人引退を回避した。余談だが、RED BULL BOX CART RACE 2017で、カジサックチャンネルでフィッシャーズとコラボした際、梶原がフィッシャーズを知らない時に、フィッシャーズのメンバーのシルクロードと控室みたいな部屋で約1秒だけ目が合ったことがあることを話している。シルク曰く「顔が凄いドヨンとしていた。雨だけじゃああならない」と述べている。
2019年9月14日、YouTubeチャンネル内で妻が第5子を妊娠していることを明かした。
2020年2月、三女・羽留（はる）、誕生。
2020年5月16日、YouTubeでのチャンネル登録者数200万人突破を達成した。
2021年4月18日、YouTubeでの総再生回数10億回を突破した。
2021年7月1日、YouTubeで「梶原雄太」としての個人チャンネル「梶原雄太の部屋」を開設。
2021年8月19日、梶原雄太の部屋のチャンネル登録者数10万人を突破した。
2022年6月3日、カジサックチャンネルにて、初の書籍「家族。」を出版することを発表した。発売は2022年7月13日。

## 人物

### 家族
- 母は幼い頃に離婚し、女手一つで三兄弟を育てた。母のことを「おかん」と呼び、今まで育ててくれたことなどを感謝した動画もあり、その動画は100万再生を超えている。また「おかんのじゃこ入り塩こんぶ」を発売し、ウェブサイトではおかんのおすすめレシピを公開して梶原が子供時代から親しんだ味を紹介している[27]。「おかんのじゃこ入り塩こんぶ」は2010年に『東京ウォーカー』で取り上げられた[27]。

- 7歳上の兄と6歳上の兄がいる。
- 妻の未来子（ヨメサック）との出会いは、梶原の親友の働く飲食店・ふじや。
- トイプードルとスピッツのミックス犬「まめ太」を飼っていた[28]。
- 長女はファッション誌・Cuugalイメージモデルの梶原叶渚（かんちゃん）[1]。

### 趣味・嗜好
- パパとなっちゃんが好きで、動画内や生配信で度々口にする。
- フォートナイトでは、よく「ミスティー・メドウズ」や「プレザント・パーク」に降りていたが、チャプターが変更したことによりこの町が消滅し、現在では「ロッキー・リールズ」に降りている。
- ヘビースモーカー[29]。車では加熱式タバコのアイコスを吸う。昔はねるのトびらの打ち合わせから終わりまでの48時間で、ドランクドラゴンの塚地とタバコを吸ったことがきっかけで、そこからタバコを吸っている。何度も禁煙を試みたが、止められない。しかし、家族の健康被害のことも気にしているため、家では換気扇の前で吸ったり、家族で車に乗る時は吸わない。[30]
- 格闘技が大好き。

### 特技
- 運動神経が抜群に良く、はねるのトびらのコーナーである『ギリギリッス』や『スターだらけの大運動会』では数々の好結果を出したり、カジサックチャンネルでは跳び箱16段を飛んだり、40歳になった今でも50m走7秒71を記録している。
- ゴルフが得意でベストスコアは70。2014年のザ・レジェンド・チャリティプロアマトーナメントでは著名人の部で優勝した。2011年も２位に入賞している。
- またボウリングも得意。
- ドラムの腕前をテレビ番組や映画『ガキンチョ★ROCK』で披露したほか『ブサンボマスター』ではドラムを担当した。また2015年の27時間テレビでドラムを披露したこともあり、YouTubeチャンネルでもドラムを披露している。
- またダンスを得意とし、WEST SIDEではラップを担当した。
- 他にも歌唱力にも優れ「難波兄弟」というユニットでCDデビューを果たしたり『音楽戦士 MUSIC FIGHTER』（日本テレビ）の企画で彼の母親を題材にしたラップ「おかん」でCDもリリースした。漫才でもラップを題材にしたネタがある。

### 性格
- 小さい頃は1人の時が多く、また遊ぶ玩具もなかったため自分で物語や独り芝居を作って演じていた。梶原曰く「そこで表現力を培ったのではないか」と述べている。
- 過去にはねるのトびらで共演していた北陽の2人に「カジは、普段はねトびでやってるカジよりも素の優しいカジが良いと思うよ」と言われるも、当時、梶原は「芸人なんか優しい所なんていらんねん」という考えで頑なに否定していたが、現在YouTubeでやっているカジサックは2人で喋った時の梶原だといい、北陽の2人が言っていたことは正しかったと述べている[31]。
- 昔はよく背伸びをしていたり、嘘をよくついていた。
- 当時束縛が激しすぎる夫として批判されていたが、実は話を盛っていて、スタッフからGPSの話題を持ち込まれたときに「GPSって何？」という感じで、そもそもGPS自体全く知らなかった。小さい束縛はあったものの、してないことも言ってしまい、誰のためにやってたのか、何をやってたのかと述べている[32][33]。
- 自分を一言で表すと猿。
- 動画からは全く想像がつかないが、子供たちを叱ると怖い。しかし、叱る分倍以上笑かす。梶原は「ただ叱るだけじゃ絶対に嫌われてしまうので、その分倍以上笑かす」と述べている[34]。
- 自身はBOSSのカフェオレのことをコーヒーと言ってしまう。理由として「コーヒーって言った方がカッコイイから」「偏見やけど、カフェオレって女子の感じがする」と述べているが、チームカジサックメンバーのトンボから、全く別の呼び方を決めたら無事決まるんじゃないかと提案を出し、そこで「セシル」と決めたため、現在ではセシルと呼んでいる[35]。
- 若い頃は性格が特に尖っていて、カジサックチャンネルに先輩芸人が出た際、当時の梶原の性格などが洗いざらい話されている。

### 芸風
- キングコング梶原としてはボケ担当だが、カジサックではツッコミが多い。
- 昔は「芸人なんか良い所は見せなくていい」という考えだったが、カジサックになれてから変わったと述べている。
- 桑田佳祐のモノマネが得意。

### 交友関係
- インパルスと仲が良い。特に堤下敦とは仲が良く、カジサックチャンネルで度々彼の自宅に突撃する。板倉とも仲が良く、家に泊まりに行くことなどもしていた。みかんを食べる際に手が汚れてみかんのアルベドが手についたままゲームをプレイしたときに板倉からブチギレされたことがある[36]。
- オリエンタルラジオの藤森慎吾とも仲が良く、オリラジがデビューして1年目半年くらい遊んでいた。藤森も「仕事終わったら梶さんの所に行く」というのがルーティンだったことを述べている[37]。
- 今では笑い話になっているが、過去にオリエンタルラジオとキングコングで音楽番組をしていた時に、打ち上げでオリエンタルラジオの中田敦彦と大喧嘩したことがある。原因は梶原がひたすら乗ってボケていたが、そこで中田がここ使われないところだと思いあまり乗らなかったが、梶原は「これだけ乗ってるからお前も来い」という意思があった。打ち上げで中田が「結局使われないっすよね」と述べると、梶原が「いやそれは俺らが言うことちゃうやん！」と憤怒し、そこから大喧嘩に発展している時に西野に止められていた[38]。現在中田はカジサックチャンネルの準レギュラーで、シンガポールに移住した今でも1年に1回でオールサックとして集結している。
- へきトラ劇場（旧へきトラハウス）の相馬トランジスタとはYoutubeを始める前からの関係性がある[39]。元々相馬が芸人をやっていたこともあり、相馬だけに対してはタメ口で話す。
- カジサックとしての顔もある梶原は、カメラマン・作家・そして声の人でもあるトンボとヤスタケをとにかく大切に想っていて、カジサックチャンネルの「【ドッキリ】”ある”ドッキリをしたら、とんでもないことになった」というタイトルで、チームの一員のトンボとヤスタケがチームから抜けるというドッキリ動画で「2人は本当に戦友で、時に炎上もしたし、トンボもヤスタケも同じ気持ちになったと思うんよ。あの2人は演者だと思っている。俺ら3人そろってカジサック。俺が言いたいのはあの2人は絶対に外したくない。俺らはずっと一緒に走っていきたい」と2人をとにかく大切に想っている[40]。この動画でトンボは号泣し、ヤスタケも涙ぐんでいた。また「【隠し撮り】泥酔したカジサックがとんでもないことを言い出したので晒します」というタイトルで、チームの梶原・トンボ・ヤスタケでお酒を飲んだ所を隠し撮りしたうえで梶原の妻（ヨメサック）にクイズを出す動画で、一番最後のカジサックチャンネルが終わるときについて「お前ら2人（トンボ・ヤスタケ）のどっちかが抜けるときちゃう？しか今俺は思えへんな」と答えた。トンボはこれに対し、泣きそうといっていた。
- ロバート山本主催の飲み会で、馬場とスタッフが喧嘩を始めたため、梶原が山本に対し「お前があんな会開かなかったら、こんなにみんな喧嘩することなかっただろうがよ！」と文句を言い始めたため、梶原と山本と大喧嘩にまで発展した[41]。
- 過去に、はねるのトびらのコーナー「負けたら衝撃ネタ発表カミングアウト対決!!」という企画で各々で考える中、梶原自身がどうしようもない時に、本当はドランクドラゴンの鈴木拓のことは全く嫌いではないのに「ドランクドラゴンの鈴木さんが大嫌いです」と発言して、そこから鈴木との空気が変な感じになり、はねるのトびら終了後も鈴木と梶原は関係性が悪いという感じになってしまったことを、オールナイトニッポン0で話している。しかし、鈴木は前述の梶原と山本の大喧嘩以降、梶原のことが嫌いになっている[42]。また、鈴木曰く梶原は「つまんねぇ」とよく言っていた。梶原も人を傷つけて笑いを取っていたことを自覚していて、現在ではどれだけ愚かだったかと猛省している。今では梶原は鈴木と個人で連絡を取っているほか、カジサックチャンネルに出ていきたいとオファーをかけているという[43]。
- 吉本の劇場の楽屋で、金銭面に乏しくて散髪に行けないと困っていたところ、後藤輝基（フットボールアワー）に「そうか、切ったるわ」と言われ、3ヶ月近く後藤に散髪してもらっていた時期がある[44]。
- 好きな俳優は田村正和。
- 上沼恵美子、中田カウス・ボタン、コブクロ黒田などをリスペクトしている。
- w-inds.と仲が良い。

## エピソード
- 実は苗字が谷になる予定だったが、梶原が絶対に梶原が良いといった結果、梶原になった[45]。
- 学力が全然なく、カジサックチャンネルのテスト企画では度々低得点を取るため、梶原の子供やチームカジサックメンバーから怒られることが多々ある。
- 家事を積極的に行っていて、夜中には自身のサブチャンネルで投稿されているカジサックの屋根裏部屋などを聞きながら、洗い物をする[46]。夫婦喧嘩もかなり減ったと述べている。そのため時々カジサックチャンネルのコメントで家事サックと弄られたりする。しかし、減ったとはいえ喧嘩をする時もあり、YouTubeのサムネイルのことで喧嘩することが多い。
- 結婚当初は「男は外で仕事をして、家事や育児は女性がやるもの」と考えていた[47]。
- 喘息と片頭痛を患っている。
- 中学生の時のあだ名がラモスだった[48]。
- 過去に大阪の箕面で猿に追いかけられたことがある。
- 現在は、よくカジサックや梶原さんと呼ばれているが、子供の頃は「雄（ゆう）」「梶くん」と呼ばれていた。
- 自他ともに認めるほど機械（パソコンやスマートフォンなど）を扱うのが苦手で、パソコンなどの機械系を扱えず、機械弱い系YouTuberというニックネームがついている。ちなみに坪田塾の坪田信貴塾長からも指摘されている。
- 過去に『アメトーーク!』に出演した際、西野に30万円のお金を借りていて、わずか2万円しか返済せず28万円の借金をしていたことをネタっぽく話したが、その後批判があったため、西野の映画「えんとつ町のプペル」のチケットを28万円分（186枚）購入し、視聴者にプレゼントした。当の西野も「一番うれしい」と述べている[49]。
- はねるのトびらの最終回で肋間神経痛になって息ができないくらいの状況だったことを明かしている[50]。
- 小学生の時に盲腸を患い手術を受けて以降、手術がトラウマになってしまい過去に肺気胸を患った際、病院のベットの上で長時間正座して「閉じてください」と祈ったら肺気胸が完治し、医師のテンションが上がったというエピソードがある[51][52]。
- カジサックチャンネルで粉瘤を患ったことを報告したが、報告した動画で梶原が履いていたパンツによって股間が膨らんでいるように見えていたことで、コメントからは「どこに粉瘤付けてんねん」「ノーパンで動画とるな」「下半身がカーニバルを起こしている」などと股間の方に指摘され、翌日の術後に撮った動画が急上昇1位に載ったことがある[53][54]。
- 若手時代に1日2回、バイク（ホンダ・ベンリィ）で交通事故に遭ったことがある。1回目の事故は、バイクに乗ったままMr.Children『Everything』を聴いて目を瞑って運転していたところ、サビの「stay〜」でギアを入れて加速してしまいタクシーに追突した。2回目は病院で手当てを受けた後に仕事に向かい、その後居酒屋でのアルバイトを終えて帰ろうと発進したところ、曲がり角でトラックに撥ねられた[55]。

## 出演

### 過去に出演した番組・作品

#### テレビ番組
- ニッポン元気計画! 眠れるスター目覚ましバラエティ“ハックツベリー”（テレビ東京、2014年4月 - 2015年9月）- 不定期出演
- THEわれめDEポン（フジテレビONE、2014年4月18日、11月28日、2015年8月29日、2016年8月27日、11月25日、2017年8月19日、11月24日、2018年8月11日、9月28日、2019年5月31日、8月10日）- 不定期出演
- 快傑えみちゃんねる（2015年1月 - 2020年6月[56]、関西テレビ）

### 映画
- 饗（2018年公開）金森正晃監督（第10回沖縄国際映画祭出展作品） - 主演芸人役
- えんとつ町のプペル（2020年12月25日公開）カジサック名義 - 町人A 役[57]
- ピーターラビット2/バーナバスの誘惑（2021年6月25日公開）カジサック名義 - サムエル役[58]
- BLUE FIGHT 〜蒼き若者たちのブレイキングダウン〜（2025年1月31日公開）[59]

### ドラマ
- 成人の日ドラマスペシャル「はたち-1982年に生まれて-」（2003年1月、フジテレビ）
- FNS ALLSTARS あっつい25時間テレビ やっぱ楽しくなければテレビじゃないもん!内 スペシャルドラマ「THE WAVE!」（2005年7月、フジテレビ）
- ドラマ版・電車男 第10話・最終話（2005年9月、フジテレビ）
- ドラマ・コンプレックス　終戦記念日特別ドラマ　ひめゆり隊と同じ戦火を生きた少女の記録 最後のナイチンゲール（2006年8月22日、日本テレビ）-　負傷兵 永田役

### ラジオ番組
- 上沼恵美子のこころ晴天（2016年10月 - 2020年6月 、ABCラジオ）※隔週

### CD
- キングコング梶原「おかん」（2005年5月18日）
- 塚地武雅・堤下敦・梶原雄太「言いたいことも言えずに」（『はねるのトびら』のコント「ブサンボマスター」のCD化。2005年8月31日）
- Variety Various×キングコング梶原「Friends」（2005年11月23日、ヒップホップユニットとのコラボレーション。『松紳』エンディングテーマ曲）
- キングコング梶原「New Horizon 〜戦え!星の戦士たち〜」（映画『劇場版 超星艦隊セイザーX 戦え!星の戦士たち』主題歌。2005年12月7日）※全てシングルCD

### PV出演
- 西野亮廣とおかめシスターズ「逢いたくて五反田」（2006年2月22日発売） - 一瞬映っている
- SOFFet「Answer」（2007年7月18日発売） - 主演